# Corrado Farina

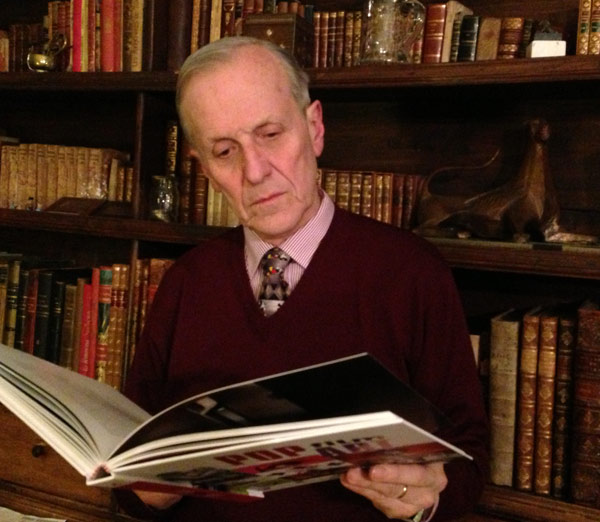
Corrado Farina (2013)

Corrado Farina (* 18. März 1939 in Turin; † 11. Juli 2016 in Rom) war ein italienischer Filmregisseur, Drehbuchautor und Romancier.

## Leben
Farina organisierte in den 1950er Jahren einen Amateurfilm-Club und arbeitete für die Federazione dei Cineamatori (FEDIC). Daneben drehte er zahlreiche Super-8-Filme bis 1963. Anschließend widmete er sich für die Caroselli von Armando Testa der Werbung, bis er als Regieassistent für drei Filme in den Spielfilmbereich wechselte.
Sein erster eigener Film …Hanno cambiato faccia gewann 1971 den Goldenen Leoparden des Filmfestivals von Locarno und wird als glänzend inszenierte Allegorie der Schrecken moderner Zeit beschrieben. Sein zweiter Spielfilm, Baba Yaga, unterlag Beschränkungen durch den Produzenten und wurde in einer nicht von Farina autorisierten Version veröffentlicht. Daraufhin verlegte sich Farina auf Dokumentarfilme, die er seit Beginn des Jahrzehntes schuf, arbeitete wieder für die Werbung und wandte sich ab den 1990er Jahren der Schriftstellerei zu; bis 2010 veröffentlichte er acht Romane.

## Filmografie
- 1971: Wettlauf mit dem Tod (…Hanno cambiato faccia)
- 1973: Foltergarten der Sinnlichkeit 2 (Baba Yaga)